# Jean du Pouget de Nadaillac
Pour les autres membres de la famille, voir Famille du Pouget de Nadaillac.
Jean du Pouget, comte de Nadaillac (5 août 1880 à Paris - 25 février 1948 à Pont-sur-Yonne), est un avocat et homme politique français.

## Biographie
Petit-fils de Jean-François-Albert du Pouget de Nadaillac, fils de Bertrand du Pouget de Nadaillac et de Marie-Valentine Neyron de Saint-Julien (petite-fille de Philippe Dupin), Jean de Nadaillac est élève de l'École polytechnique, licencié en droit, s'inscrit au barreau de Nevers et devient avocat à la cour d'appel.
Marié en 1909 à Marie Brugière de Barante, petite-fille de Prosper-Claude-Ignace-Constant Brugière de Barante, il est le père du général Bertrand de Nadaillac (1911-1991) et de Philippe Albert Claude du Nadaillac.
Impliqué dans le monde agricole, il est secrétaire de la chambre d'agriculture de la Nièvre.
Habitant son château de Chitry-les-Mines, il est maire de Chitry-les-Mines et député de la Nièvre de 1932 à 1936.
Il est officier de la Légion d'honneur, titulaire de la croix de guerre 1914-1918 et de la Military Cross.

## Sources
- « Jean du Pouget de Nadaillac », dans le Dictionnaire des parlementaires français (1889-1940), sous la direction de Jean Jolly, PUF, 1960 [détail de l’édition]